# Alexandre Lagoya
Alexandre Lagoya   (Alexandria, 29 de juny de 1929 - París, 24 d'agost de 1999) va ser un guitarrista i compositor clàssic francès. La seva carrera inicial va incloure la boxa i la guitarra, i mentre cita a la màniga d'un àlbum de Columbia de 1981, els seus pares esperaven que superés la seva predilecció per tots dos.
Lagoya va néixer a Alexandria, Egipte, de pare grec i mare italiana. El 1955, quan es va casar amb la guitarrista francès Ida Presti, la seva carrera ja havia començat. Al final del seu disc de 1981 amb Columbia, Lagoya fa un profund homenatge a Presti i admet que després de la seva prematura mort no va poder tocar durant anys. Va tornar a la guitarra com a professor, tutoritzant entre altres guitarristes famosos la virtuosa canadenca Liona Boyd (que afirma en la seva autobiografia que també era la seva amant). A principis dels vuitanta, amb 52 anys, va tornar a escena internacional amb un disc per a Columbia i una gira internacional.
Lagoya va tocar diverses obres per a guitarra, realitzant concerts i enregistrant àlbums, sovint col·laborant amb Presti i també amb altres músics. Lagoya també va ser un professor d'èxit. Va ensenyar al Conservatori de París i, al Canadà, i va desenvolupar un nou mètode de posicionament manual que creia que ajudava la gent a aprendre a tocar la guitarra millor. També va afegir l'ús del dit petit a l'arrencada i va afirmar haver inventat un mètode per maximitzar el so provinent de la guitarra clàssica.
Pel que fa a la mà dreta, Alexandre Lagoya va preferir la tècnica d'arrencar del costat dret de l'ungla i va creure que donava un so més potent.
Alguns compositors van escriure obres per a Lagoya i el Duo Presti-Lagoya, incloent:
- Jean-Yves Daniel-Lesur: Élégie (1956).
- Pierre Petit: Tarantelle (1959); Toccata (1959).
- André Jolivet: Sérénade pour deux guitares (1959).
- Joaquín Rodrigo: Tonadilla (1959). Rodrigo va acabar una altra peça per a dues guitarres, el Concierto Madrigal (primer anomenat Concierto para una Virreina de España, el 1966, però Presti va morir abans que ella i Lagoya la poguessin interpretar. Angel i Pepe Romero van fer la primera representació a Los Angeles el 30 de juliol de 1970.
- Pierre Wissmer: Prestilagoyana (1969).
- Mario Castelnuovo-Tedesco: Sonatina Canonica pour deux guitares, Op. 196 (1961).
- Mario Castelnuovo-Tedesco: Les Guitares bien tempérées - 24 Préludes et fugues pour deux guitares, Op. 199 (1962).
- Mario Castelnuovo-Tedesco: Concerto pour deux guitares et orchestre, Op. 201 (1962).
- Mario Castelnuovo-Tedesco: Fuga elegiaca pour deux guitares, Op. postuma (1967).
- Joaquín Rodrigo: Triptico para guitarra (1977).

## Articles
- Obituary: Alexandre Lagoya, in: The Independent, 1 Oct 1999, by Martin Anderson
- https://www.nytimes.com/1999/08/26/arts/alexandre-lagoya-dies-at-70-innovative-classical-guitarist.html?pagewanted=all/a The New York Times, 26 Agost 1999, per Allan Kozinn
- https://web.archive.org/web/20110715205614/http://www.rsagala.com/lagoyaobitf.html/In memoriam per Richard Sagala (en francès)
- {{format ref}} http://www.paulmagnussen.com/alexandre-lagoya-interview.html per Paul Magnussen
- https://web.archive.org/web/20110715205641/http://www.rsagala.com/lagdiasfr/lagoyadias.html(fotos per Richard Sagala